# Apollonia (prénom)
Pour les articles homonymes, voir Apollonia.
Cette page présente le prénom Apollonia ainsi que ses variantes.
Apollonia est un prénom féminin.

## Étymologie
Le prénom « Apollonia » signifie « l'apollinienne », c’est-à-dire celle qui possède les qualités d'Apollon, dieu grec de la beauté, du soleil et des arts en général, chef des Muses.[réf. souhaitée] Plus spécialement depuis Nietzsche, apollinien(ne) est synonyme d'équilibre et d'harmonie.

## Sainte
- Apolline d'Alexandrie, sainte et martyre chrétienne, fêtée le 9 février, patronne des dentistes en raison des tortures qui lui furent infligées jusqu'à lui faire perdre toutes ses dents[1]

## Personnes portant ce prénom
- Pour l'ensemble des articles sur les personnes portant ce prénom, consulter :
  - la liste des articles dont le titre commence par ce prénom
  - les listes produites par Wikidata : Liste des personnes de prénom « Apollonia » — même liste en incluant les éventuels prénoms composés qui contiennent « Apollonia ».